# Гробарик звичайний
Гробарик звичайний —  вид родини мертвоїдів.

## Опис
Довжина жука 12-22 мм. Жук з чорним тілом. Передній край передньоспинки вкритий жовтими волосками. Очі коричневого кольору, булава вусиків червоно-жовта. Дві оранжево-жовті ламані поперечні смуги можна побачити на надкрилах.
Личинка бруднувато-білого кольору, з грудними ногами. Голова з чотиричлениковими вусиками. Верхні щелепи жовтувато-коричневі. На передньому краю кожного з сегментів короновидні жовто-коричневі щитки. Вони значно полегшують пересування личинок. 
Надзвичайно поширений вид. Трапляється на трупах дрібних тварин і птахів. 